# Agrostis lehmannii
Agrostis lehmannii é uma espécie de gramínea do gênero Agrostis, pertencente à família Poaceae.